# FAM89A
FAM89A (англ. Family with sequence similarity 89 member A) – білок, який кодується однойменним геном, розташованим у людей на 1-й хромосомі. Довжина поліпептидного ланцюга білка становить 184 амінокислот, а молекулярна маса — 19 569.
| 10         |  | 20         |  | 30         |  | 40         |  | 50         |
| ---------- |  | ---------- |  | ---------- |  | ---------- |  | ---------- |
| MSGARAAPGA |  | AGNGAVRGLR |  | VDGLPPLPKS |  | LSGLLHSASG |  | GGASGGWRHL |
| ERLYAQKSRI |  | QDELSRGGPG |  | GGGARAAALP |  | AKPPNLDAAL |  | ALLRKEMVGL |
| RQLDMSLLCQ |  | LYSLYESIQE |  | YKGACQAASS |  | PDCTYALENG |  | FFDEEEEYFQ |
| EQNSLHDRRD |  | RGPPRDLSLP |  | VSSLSSSDWI |  | LESI       |  |            |

A: Аланін

C: Цистеїн

D: Аспарагінова кислота

E: Глутамінова кислота

F: Фенілаланін

G: Гліцин

H: Гістидин

I: Ізолейцин

K: Лізин

L: Лейцин

M: Метіонін

N: Аспарагін

P: Пролін

Q: Глутамін

R: Аргінін

S: Серин

T: Треонін

V: Валін

W: Триптофан